# Partido judicial de Olot
El Partido judicial de Olot es uno de los 49 partidos judiciales en los que se divide la comunidad autónoma de Cataluña, siendo el partido judicial n.º 5 de la provincia de Gerona.
El ámbito territorial, que viene regulado por el Real Decreto 529/1983, de 9 de marzo, comprende las localidades de Argelaguer, Besalú, Beuda, Castellfullit de la Roca, Mayá de Moncal, Mieras, Montagut i Oix, Olot, Las Planas, Las Presas, Riudaura, Sales de Llierca, San Feliu de Pallerols, San Ferreol, San Jaime de Llierca, Sant Aniol de Finestrás, San Juan les Fonts, Santa Pau, Tortellá, Vall de Bas y Vall de Vianya.
La cabeza de partido y por tanto sede de las instituciones judiciales es Olot. Cuenta con tres Juzgados de Primera Instancia e Instrucción.